# Élections législatives de 1889 dans les Côtes-du-Nord
Les élections législatives  dans les Côtes-du-Nord ont lieu les dimanche 22 septembre 1889 et 6 octobre 1889. Elles ont pour but d'élire les députés représentant le département à la Chambre des députés pour un mandat de quatre années.

## Élections partielles (1885-1889)
Louis Le Gouzillon de Bélizal (Monarchiste), élu depuis 1876, est décédé le 21 septembre 1888. 
René Le Cerf (Monarchiste) est élu lors de la partielle du 25 novembre 1888.
Auguste Ollivier (Monarchiste), député depuis 1879, démissionne et est élu sénateur le 13 janvier 1889. 
Charles de La Noue (Monarchiste) est élu lors de la partielle du 25 novembre 1888.

## Députés sortants
|  | René Le Cerf                    | Monarchiste             | Conseiller général et maire de Mûr. Docteur en droit, Propriétaire agricole.  |
|  | Jean Garnier-Bodéléac           | Monarchiste             | Maire de Quintin. Propriétaire agricole.                                      |
|  | Charles Larère                  | Monarchiste             | Maire de Plélan. Médecin.                                                     |
|  | Frédéric Rioust de Largentaye * | Monarchiste             | Conseiller général de Plancoët, maire de Saint-Lormel. Propriétaire agricole. |
|  | Joseph Hillion                  | Monarchiste             | Conseiller général de Bourbriac. Avocat.                                      |
|  | Charles de La Noue              | Monarchiste             | Conseiller général de Collinée. Ancien zouave pontifical, Licencié en droit.  |
|  | Louis Le Provost de Launay *    | Monarchiste (ex Bonap.) | Conseiller général de La Roche-Derrien. Avocat, Propriétaire agricole.        |
|  | Charles de Kergariou            | Monarchiste             | Conseiller général de Lannion. Avocat, Propriétaire à Ploubezre.              |
|  | Augustin Boscher-Delangle       | Monarchiste             | Conseiller général et maire de Loudéac. Banquier, Zouave pontifical.          |

## Mode de scrutin
L'élection se fait au scrutin d'arrondissement, soit un mode uninominal majoritaire à deux tours. 
La circonscription pour l'élection est l'arrondissement. 
Le scrutin est individuel, chaque arrondissement élisant un député. 
Les arrondissements qui ont plus de cent mille habitants sont divisés. Dans ce cas on élit un député par circonscription électorale.
Seul l'arrondissement de Loudéac n'est pas divisé en deux.
L'article 18 précise qu'il faut réunir pour être élu au premier tour :
1. La majorité absolue des suffrages exprimés ;
2. Un nombre de suffrages égal au quart des électeurs inscrits.

Au deuxième tour la majorité relative suffit. En cas d'égalité c'est le plus âgé qui est élu.

## Résultats

### Arrondissement de Dinan

#### 1recirconscription
Dinan-1 regroupe les cantons de Dinan-Ouest, Dinan-Est, Évran, Ploubalay et de Caulnes.
| Candidats      | Candidats        | Étiquette           | Premier tour | Premier tour |
| Candidats      | Candidats        | Étiquette           | Voix         | %            |
| -------------- | ---------------- | ------------------- | ------------ | ------------ |
|                | Albert Jacquemin | Républicain libéral | 5 687        | 50,86        |
|                | Charles Larère * | Monarchiste         | 5 495        | 49,14        |
|                |                  |                     |              |              |
| Inscrits       | Inscrits         | Inscrits            | 15 862       | 100,00       |
| Votants        | Votants          | Votants             | 11 406       | 71,91        |
| Abstention     | Abstention       | Abstention          | 4 456        | 28,09        |
| Blancs et nuls | Blancs et nuls   | Blancs et nuls      | 224          | 1,96         |
| Exprimés       | Exprimés         | Exprimés            | 11 182       | 98,04        |

*sortant

#### 2ecirconscription
Dinan-2 regroupe les cantons de Broons, Jugon-les-Lacs, Matignon, Plancoët et de Plélan-le-Petit.
| Candidats      | Candidats                       | Étiquette      | Premier tour | Premier tour |
| Candidats      | Candidats                       | Étiquette      | Voix         | %            |
| -------------- | ------------------------------- | -------------- | ------------ | ------------ |
|                | Frédéric Rioust de Largentaye * | Monarchiste    | 9 228        | 85,75        |
|                |                                 |                |              |              |
| Inscrits       | Inscrits                        | Inscrits       | 16 712       | 100,00       |
| Votants        | Votants                         | Votants        | 10 762       | 64,17        |
| Abstention     | Abstention                      | Abstention     | 5 950        | 35,83        |
| Blancs et nuls | Blancs et nuls                  | Blancs et nuls | 1 534        | 14,25        |
| Exprimés       | Exprimés                        | Exprimés       | 9 228        | 85,75        |

*sortant

### Arrondissement de Guingamp

#### 1recirconscription
Guingamp-1 regroupe les cantons de Bégard, Belle-Isle-en-Terre, Guingamp, Plouagat et de Pontrieux.
| Candidats      | Candidats       | Étiquette      | Premier tour | Premier tour |
| Candidats      | Candidats       | Étiquette      | Voix         | %            |
| -------------- | --------------- | -------------- | ------------ | ------------ |
|                | Aimery de Goyon | Monarchiste    | 6 571        | 54,29        |
|                | Yves Riou       | Opportuniste   | 5 533        | 45,71        |
|                |                 |                |              |              |
| Inscrits       | Inscrits        | Inscrits       | 16 523       | 100,00       |
| Votants        | Votants         | Votants        | 12 229       | 74,01        |
| Abstention     | Abstention      | Abstention     | 4 294        | 25,99        |
| Blancs et nuls | Blancs et nuls  | Blancs et nuls | 125          | 1,02         |
| Exprimés       | Exprimés        | Exprimés       | 12 104       | 98,98        |

#### 2ecirconscription
Guingamp-2 regroupe les cantons de Bourbriac, Callac, Maël-Carhaix, Rostrenen et de Saint-Nicolas-du-Pélem.
| Candidats      | Candidats              | Étiquette      | Premier tour | Premier tour |
| Candidats      | Candidats              | Étiquette      | Voix         | %            |
| -------------- | ---------------------- | -------------- | ------------ | ------------ |
|                | Charles de Boisboissel | Monarchiste    | 7 521        | 88,25        |
|                |                        |                |              |              |
| Inscrits       | Inscrits               | Inscrits       | 15 763       | 100,00       |
| Votants        | Votants                | Votants        | 7 522        | 47,72        |
| Abstention     | Abstention             | Abstention     | 8 241        | 52,28        |
| Blancs et nuls | Blancs et nuls         | Blancs et nuls | 1            | 0,01         |
| Exprimés       | Exprimés               | Exprimés       | 7 521        | 99,99        |

### Arrondissement de Lannion

#### 1recirconscription
Lannion-1 regroupe les cantons de Lannion, Plestin-les-Grèves et de Plouaret.
Charles Huon de Penanster (Orléaniste), élu depuis 1871, ne se représente pas.
| Candidats      | Candidats              | Étiquette      | Premier tour | Premier tour |
| Candidats      | Candidats              | Étiquette      | Voix         | %            |
| -------------- | ---------------------- | -------------- | ------------ | ------------ |
|                | Charles de Kergariou * | Monarchiste    | 5 867        | 60,09        |
|                | Paul Guilloux          | Opportuniste   | 3 896        | 39,91        |
|                |                        |                |              |              |
| Inscrits       | Inscrits               | Inscrits       | 13 267       | 100,00       |
| Votants        | Votants                | Votants        | 9 784        | 73,75        |
| Abstention     | Abstention             | Abstention     | 3 483        | 26,25        |
| Blancs et nuls | Blancs et nuls         | Blancs et nuls | 21           | 0,21         |
| Exprimés       | Exprimés               | Exprimés       | 9 763        | 99,79        |

*sortant

#### 2ecirconscription
Lannion-2 regroupe les cantons de Lézardrieux, Perros-Guirrec, La Roche-Derrien et de Tréguier.
| Candidats      | Candidats                    | Étiquette                    | Premier tour | Premier tour |
| Candidats      | Candidats                    | Étiquette                    | Voix         | %            |
| -------------- | ---------------------------- | ---------------------------- | ------------ | ------------ |
|                | Louis Le Provost de Launay * | Monarchiste, ex Bonapartiste | 7 201        | 79,76        |
|                |                              |                              |              |              |
| Inscrits       | Inscrits                     | Inscrits                     | 14 147       | 100,00       |
| Votants        | Votants                      | Votants                      | 9 028        | 63,82        |
| Abstention     | Abstention                   | Abstention                   | 5 119        | 36,18        |
| Blancs et nuls | Blancs et nuls               | Blancs et nuls               | 1 827        | 20,24        |
| Exprimés       | Exprimés                     | Exprimés                     | 7 201        | 79,76        |

*sortant

### Arrondissement de Loudéac
L’arrondissement de Loudéac regroupait les cantons de La Chèze, Collinée, Corlay, Gouarec, Loudéac, Merdrignac, Mûr-de-Bretagne, Plouguenast et d'Uzel.
| Candidats      | Candidats      | Étiquette      | Premier tour | Premier tour |
| Candidats      | Candidats      | Étiquette      | Voix         | %            |
| -------------- | -------------- | -------------- | ------------ | ------------ |
|                | René Le Cerf * | Monarchiste    | 12 341       | 87,51        |
|                |                |                |              |              |
| Inscrits       | Inscrits       | Inscrits       | 24 017       | 100,00       |
| Votants        | Votants        | Votants        | 14 102       | 58,72        |
| Abstention     | Abstention     | Abstention     | 9 915        | 41,28        |
| Blancs et nuls | Blancs et nuls | Blancs et nuls | 1 761        | 12,49        |
| Exprimés       | Exprimés       | Exprimés       | 12 341       | 87,51        |

*sortant

### Arrondissement de Saint-Brieuc

#### 1recirconscription
Saint-Brieuc-1 regroupait les cantons de Châtelaudren, Étables, Lanvollon, Paimpol, Plouha et de Saint-Brieuc-Nord.
| Candidats      | Candidats      | Étiquette      | Premier tour | Premier tour |
| Candidats      | Candidats      | Étiquette      | Voix         | %            |
| -------------- | -------------- | -------------- | ------------ | ------------ |
|                | Louis Armez    | Opportuniste   | 10 832       | 85,86        |
|                |                |                |              |              |
| Inscrits       | Inscrits       | Inscrits       | 22 891       | 100,00       |
| Votants        | Votants        | Votants        | 12 616       | 55,11        |
| Abstention     | Abstention     | Abstention     | 10 275       | 44,89        |
| Blancs et nuls | Blancs et nuls | Blancs et nuls | 1 784        | 14,14        |
| Exprimés       | Exprimés       | Exprimés       | 10 832       | 85,86        |

#### 2ecirconscription
Saint-Brieuc-2 regroupait les cantons de Lamballe, Moncontour, Pléneuf, Plœuc, Quintin et de Saint-Brieuc-Midi.
| Candidats      | Candidats            | Étiquette      | Premier tour | Premier tour |
| Candidats      | Candidats            | Étiquette      | Voix         | %            |
| -------------- | -------------------- | -------------- | ------------ | ------------ |
|                | Charles de La Noue * | Monarchiste    | 11 172       | 59,23        |
|                |                      |                |              |              |
| Inscrits       | Inscrits             | Inscrits       | 23 613       | 100,00       |
| Votants        | Votants              | Votants        | 18 863       | 79,88        |
| Abstention     | Abstention           | Abstention     | 4 750        | 20,12        |
| Blancs et nuls | Blancs et nuls       | Blancs et nuls | 7 691        | 40,77        |
| Exprimés       | Exprimés             | Exprimés       | 11 172       | 59,23        |

*sortant

## Députés élus
| Députés | Députés                         | Parti                    | Fonctions lors de l'élection en 1889                                                     |
| ------- | ------------------------------- | ------------------------ | ---------------------------------------------------------------------------------------- |
|         | Albert Jacquemin                | Républicain libéral      | Conseiller municipal de Dinan. Avocat.                                                   |
|         | Louis Armez                     | Opportuniste             | Ancien député, conseiller général de Paimpol, maire de Plourivo. Ingénieur civil.        |
|         | Frédéric Rioust de Largentaye * | Monarchiste              | Conseiller général de Plancoët, maire de Saint-Lormel. Propriétaire agricole.            |
|         | Louis Le Provost de Launay *    | Monarchiste (app Bonap.) | Conseiller général de La Roche-Derrien. Avocat, Propriétaire agricole.                   |
|         | Charles de Kergariou *          | Monarchiste              | Conseiller général de Lannion. Avocat, Propriétaire à Ploubezre.                         |
|         | Aimery de Goyon                 | Monarchiste              | Capitaine de réserve, Diplomate.                                                         |
|         | Charles de Boisboissel          | Monarchiste              | Conseiller général et maire de Saint-Nicolas-du-Pélem. Militaire, Propriétaire agricole. |
|         | René Le Cerf *                  | Monarchiste              | Conseiller général et maire de Mûr. Docteur en droit, Propriétaire agricole.             |
|         | Charles de La Noue *            | Monarchiste              | Conseiller général de Collinée. Ancien zouave pontifical, Licencié en droit.             |